# 尼尔斯·舒曼
尼尔斯·舒曼（德語：Nils Schumann，1978年5月20日—），德国前男子田径运动员，主攻中跑项目。他曾获得2000年夏季奥运会田径比赛男子800米金牌。他于2009年退役。